# HMS Eclipse (H08)
Lo HMS Eclipse (pennant number H08) fu un cacciatorpediniere della Royal Navy britannica appartenente alla classe E, entrato in servizio nel novembre del 1934; attivo durante la seconda guerra mondiale, operò su una gran varietà di teatri (Norvegia, oceano Atlantico, Mar Glaciale Artico e mar Mediterraneo) fino ad essere affondato il 24 ottobre 1943 al largo di Calimno per l'urto con una mina navale, durante gli eventi della campagna del Dodecaneso.

## Storia
Impostata nei cantieri della William Denny and Brothers di Dumbarton il 22 marzo 1933, la nave fu varata il 12 aprile 1934 con il nome di Eclipse ("eclisse" in lingua inglese), ottava unità della Royal Navy a portare questo nome. L'unità entrò poi in servizio il 29 novembre 1934, spendendo la maggior parte del periodo interbellico di stanza nel Mediterraneo in forza alla Mediterranean Fleet; nell'aprile del 1936, dopo lavori di manutenzione di routine in patria, fu riassegnata alla 5th Destroyer Flotilla della Home Fleet, e dopo un nuovo turno di servizio nel Mediterraneo fu quindi posta in riserva nel 1938.
Rimesso in servizio attivo nell'agosto 1939, dopo lo scoppio della seconda guerra mondiale l'Eclipse fu inizialmente assegnato alla 12th Destroyer Flotilla di base a Rosyth come scorta per le navi da battaglia della Home Fleet, ma nel dicembre 1939 l'unità fu invece riassegnata al Western Approaches Command per partecipare alla scorta dei convogli navali in Atlantico. Nell'aprile 1940 il cacciatorpediniere fu richiamato in forza alla Home Fleet per partecipare alla campagna di Norvegia; l'11 aprile, mentre scortava alcune unità maggiori britanniche al largo delle coste norvegesi, l'unità fu colpita da una bomba di aereo tedesca che causò gravi danni e un grosso allagamento: preso a rimorchio dal cacciatorpediniere HMS Escort, l'Eclipse fu quindi portato a Lerwick per lavori di riparazione che si protrassero fino all'agosto 1940. Di nuovo in forza alla Home Fleet nella 3rd Destroyer Flotilla, in settembre il cacciatorpediniere fece da scorta a un convoglio di truppe diretto verso l'Africa occidentale e tra il 23 e il 25 settembre fu presente alla battaglia di Dakar; dopo lavori di riparazione prima a Freetown e poi a Gibilterra tra ottobre e novembre, la nave continuò con le missioni di scorta alle unità maggiori della Home Fleet nelle acque di casa e in Atlantico.
A metà del 1941 l'Eclipse vide l'azione nel teatro dell'Artico: tra il 23 e il 30 luglio 1941 il cacciatorpediniere accompagnò le portaerei HMS Furious e HMS Victorious durante il raid di Kirkenes e Petsamo, in agosto scortò navi trasporto truppe dirette a compiere un raid sull'isola Spitsbergen (operazione Gauntlet) e tra ottobre e novembre fece da scorta ad alcuni dei primi convogli artici. Dopo lavori di manutenzione a inizio 1942, in marzo l'Eclipse riprese con le missioni di scorta ai convogli artici: il 29 marzo, durante gli attacchi al convoglio PQ 13, l'unità sostenne un combattimento con i cacciatorpediniere tedeschi Z24, Z25 e Z26, contribuendo al danneggiamento e successivo affondamento dello Z26 insieme al cacciatorpediniere HMS Fury ma incassando anche due colpi d'artiglieria che causarono un principio d'incendio oltre a 23 morti e nove feriti tra l'equipaggio; dopo aver scortato a Murmansk l'incrociatore leggero HMS Trinidad, danneggiato nel medesimo scontro, la nave rientrò in patria per metà aprile per lavori di riparazione protrattisi fino ai primi di maggio.
L'unità continuò con la corta ai convogli diretti in Russia dal maggio 1942 al marzo 1943, per poi passare alla protezione dei convogli in navigazione in Atlantico a partire dai primi di aprile. Alla fine di giugno il cacciatorpediniere fu riassegnato alla Mediterranean Fleet e inviato ad Alessandria d'Egitto, prendendo poi parte a partire dal 9 luglio alle operazioni dello sbarco in Sicilia; il 23 luglio, in coppia con il cacciatorpediniere HMS Laforey, l'Eclipse partecipò all'affondamento del sommergibile italiano Ascianghi al largo di Augusta. Dopo aver partecipato alle operazioni dello sbarco di Salerno, il 13 settembre la nave fu destinata a prendere parte all'occupazione britannica dell'arcipelago del Dodecaneso, compiendo in particolare missioni di sorveglianza e attacco ai convogli tedeschi nell'area; il 23 settembre, durante un'azione al largo di Rodi, l'unità attaccò e affondò la torpediniera tedesca TA 10 (ex cacciatorpediniere francese La Pomone della classe La Melpomène) e il mercantile Donizetti, carico di prigionieri di guerra italiani in via di evacuazione dal Dodecaneso. La torpediniera arenò in costa ma il Donizetti si capovolse e scomparve senza superstiti (oltre 2.000 vittime stimate, in massima parte militari italiani del presidio di Rodi arresisi ai tedeschi dopo l'armistizio).
Dopo un breve periodo a Malta ai primi di ottobre, il 17 ottobre l'Eclipse salpò con l'incrociatore HMS Sirius e tre cacciatorpediniere per portare rifornimenti alla guarnigione britannica di Lero subendo vari attacchi aerei durante il viaggio; rientrato ad Alessandria, il cacciatorpediniere salpò nuovamente alla volta di Lero il 23 ottobre con a bordo un contingente di truppe del Royal East Kent Regiment, ma il giorno seguente urtò una mina a est di Calimno: esplosa e spezzatasi in due, la nave affondò nel giro di cinque minuti nella posizione 37° 01' N, 27° 11' E con la morte di 119 membri dell'equipaggio e 134 soldati trasportati.